# Viktor Klima
Viktor Klima (Schwechat kraj Beča, 4. lipnja 1947.) je austrijski političar.
Nakon mature završio je u Beču studij informatike, a 1969. godine postao je suradnik Instituta za automatizaciju i
znanstveno savjetovanje OMV-a. 
Klima je 3. travnja 1992. postao ministar prometa te je na tom mjestu zamijenio Rudolfa Streichera. Kao osmi kancelar Austrije Klima je stupio na dužnost 18. siječnja 1997.  godine.
Godine 1999. napustio je austrijsku politiku i preuzeo vođenje Volkswagenove podružnice u Argentini. Od 2007. voditelj je svih podružnica VW u Južnoj Americi, a isto tako savjetnik argentinskog predsjednika Néstora Kirchnera.